# 리처드 랭킨

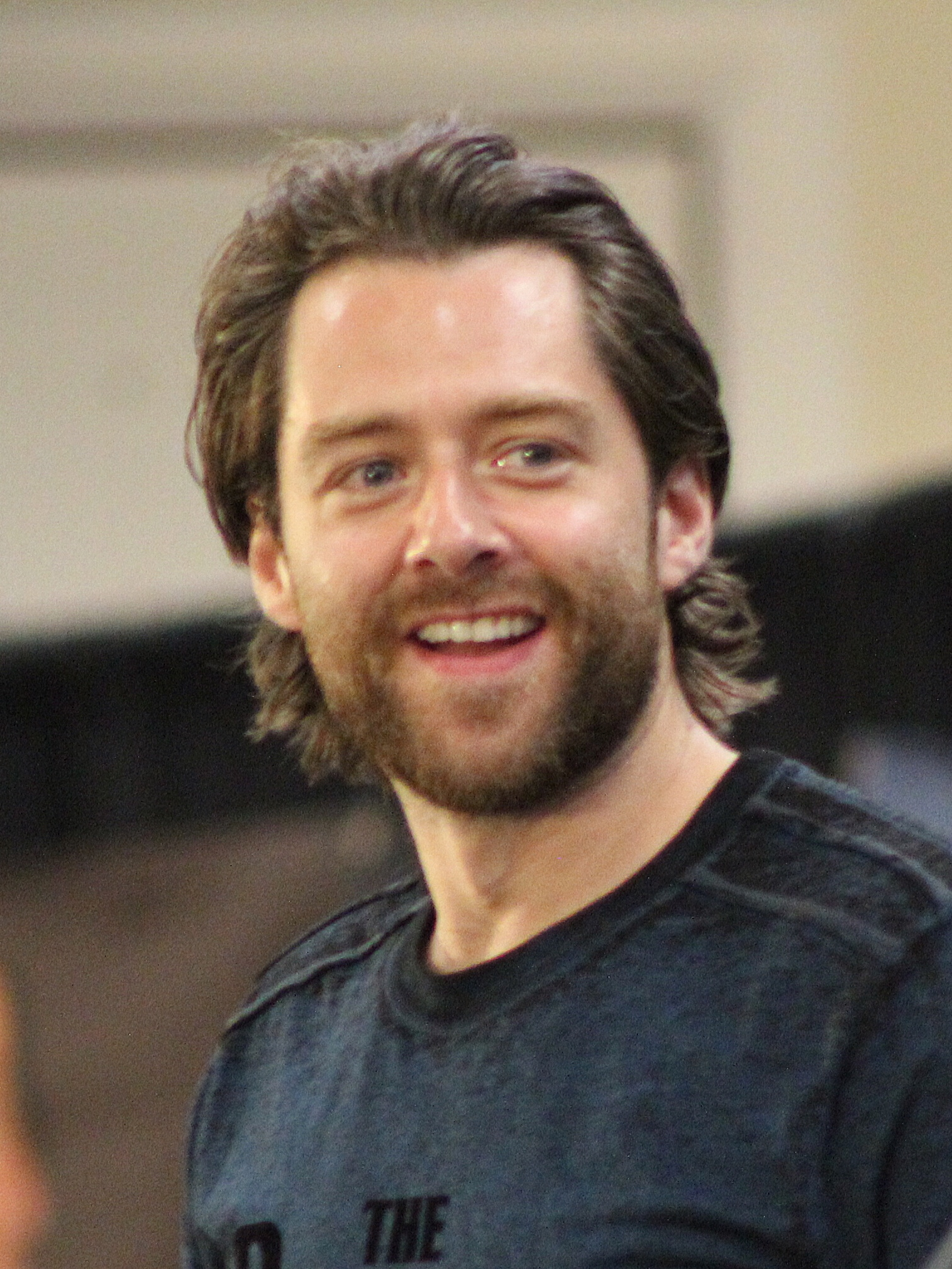

리처드 랭킨(영어: Richard Rankin, 1983년 1월 4일 ~ )은 스코틀랜드의 배우이다.
글래스고에서 태어났다.

## 방송
- 아웃랜더 시즌5
- 트러스트 미 시즌2
- 아웃랜더 시즌3
- 써틴
- 프롬 다크니스

## 영화
- 써틴 (2016년)
- 프롬 다크니스 (2015년)
- 더 신디케이트 시즌3 (2015년)
- 더 셰프 (2015년) - 리스 웨이터 역